# Stopplaats Langkamp
Stopplaats Langkamp (telegrafische code: lgk) is een voormalig stopplaats aan de Spoorlijn Deventer - Ommen, destijds geëxploiteerd door de OLDO. De stopplaats lag ten westen van Raalte, tussen de stopplaats Pleegste en station Raalte. Stopplaats Langkamp werd geopend op 1 oktober 1910 en gesloten op 15 mei 1935. Voor de opening van de stopplaats waren er plannen om de halte de naam Halte 't Evenbeld te noemen, naar de gelijknamige streek ten westen van Raalte. Op verzoek van de gemeenteraad van Raalte heeft de stopplaats echter de naam Langkamp gekregen.